# Madżid Abdullah
Madżid Ahmed Abdullah al-Muhammad (arab. ‏ماجد احم بد الله المحمد‎; ur. 11 października 1959 w Dżuddzie) – saudyjski piłkarz, napastnik. Nazywany "Pelém pustyni" Abdullah był wybierany Piłkarzem Roku w Azji w latach 1984-1986. Reprezentował barwy Arabii Saudyjskiej na Igrzyskach Olimpijskich W Los Angeles. W 1994 wziął udział w mistrzostwach świata, lecz zagrał jedynie 45 minut w meczu przegranym przez jego drużynę 1:2 z Holandią. Przez całą swoją karierę Abdullah grał w arabskim klubie Al-Nassr, dla którego w 20 sezonach strzelił 183 bramki. Zagrał też w 140 meczach międzypaństwowych strzelając na nich 72 gole. Majed jest najlepszym strzelcem Ligi Arabskiej z dorobkiem 183 goli i rekordzistą pod względem najwięcej meczów w Lidze Arabskiej.